# Agostinho Willy Kist
Dom Agostinho Willy Kist, SJ (Santa Cruz do Sul, 10 de dezembro de 1925 – Diamantino, 28 de fevereiro de 2002) foi um bispo católico brasileiro, governou a Diocese de Diamantino.